# Pedro Blanco (Sklavenhändler)

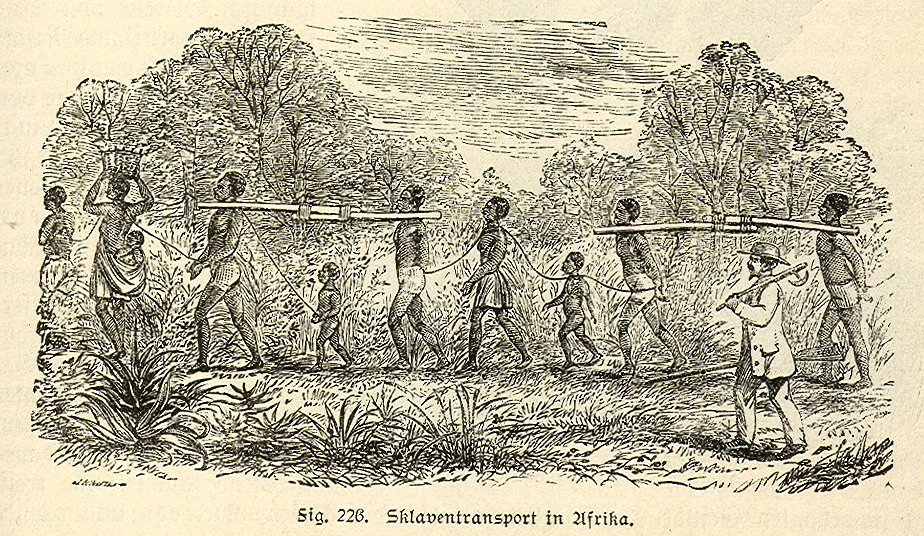
Sklaventransport in Afrika

Pedro Blanco (* 1795; † 1854 in Genua, Italien) war zwischen 1822 und 1838 ein bekannter spanischer Sklavenhändler am Gallinas (heute wohl Moa) im heutigen westafrikanischen Sierra Leone. Zuvor betrieb Blanco eine Zuckerrohrmühle auf Kuba. Er galt als „größter Sklavenhändler der Welt“.
Blanco erreichte die afrikanische Küste auf einem seiner Schiffe, der Conquistador. Bis 1839 errichtete er am Gallinas das Fort Lomboko als Handelsplatz für seine Sklaven, die er nach Kuba verschiffte. Blanco arbeitete dabei eng mit dem dortigen König Siaka von Gendema zusammen. Zu seinen bekanntesten Sklaven zählte Sengbe Pieh, der auf der La Amistad verschifft wurde und führend bei der Sklavenrevolte war.
Er betrieb Handelsverbindungen mit Cape Mount, Shebar, Digby und Nueva Sestos im heutigen Liberia. Seine Empfänger, darunter Lino Carballo, befanden sich später neben Kuba auch in Puerto Rico, Trinidad und der Republik Texas. Sein größter Abnehmer war Leopoldo O’Donnell, Gouverneur von Kuba.
1838 verließ er Afrika und reiste nach Barcelona. 1848 brach sein Sklavenhandel zusammen und sein Fort und andere Besitztümer auf mindestens drei Inseln im Fluss wurden ein Jahr später von der Royal Navy und Royal Marines zerstört.

## Filmische Rezeption
Das Fort Lomboko und der Sklave Sengbe Pieh spielen in dem 1997 veröffentlichten Film Amistad von Steven Spielberg eine wichtige Rolle.